# Antin Holovaty
Antin Holovaty (ukrainien : Антiн Андрійович Головатий) ou Anton Golovaty (russe : Антон Андреевич Головатый), né entre 1738 et 44 et mort le 28 janvier 1797, est un chef cosaque, il a été hetman des cosaques de la mer Noire.
Après la dissolution du Sitch zaporogue, il rejoignit les cosaques de la mer Noire.

## Hommages
Le 73e centre d'opérations maritimes des forces spéciales ukrainiennes porte son nom ; son buste classé au Musée d'histoire militaire d'Ochakiv ; un monument à Odessa sur le boulevard Primorsky.